# Boronia microphylla
Boronia microphylla är en vinruteväxtart som beskrevs av Franz e Wilhelm Sieber och Spreng.. Boronia microphylla ingår i släktet Boronia och familjen vinruteväxter. Inga underarter finns listade i Catalogue of Life.